# Карол. Човекът, който стана папа
„Карол. Човекът, който стана папа“ (на полски: Karol. Człowiek, który został papieżem; на италиански: Karol, un uomo diventato Papa; на френски: Karol, l'homme qui devint Pape) e полско-италианско-френско-германско-канадски биографичен филм, драма от 2005 година на режисьора Джакомо Батиато.

## Сюжет
Внимание:  Текстът по-долу разкрива сюжета на произведението (или части от него)!
Действието във филма започва през 1939 г. в Краков, когато германските войски нахлуват в Полша. Карол Войтила се опитва да удари злото в този свят, за да свидетелстват за човешки и религиозни ценности, основаващи се на Божията любов. Филмът завършва с конклава, който избира нов папа.

## Актьорски състав
- Пьотър Адамчик – Карол Войтила
- Малгожата Беля – Ханна Тушинска
- Раул Бова – Томаш Залески
- Лех Мацкевич – Стефан Вишински
- Олгерд Лукашевич – баща на Карол
- Виоланте Плачидо – Мария Поморса
- Мат Крейвън – Ханс Франк
- Христо Шопов – Юлян Кордек
- Шимон Бобровски – Бартломей Каспжиковски Мак
- Силвия Глива – Янина Курон
- Кен Дукен – Адам Желински
- Бартломей Каспшиковски – Лукомски
- Славомир Рокита – Феличи
- Януш Шидловски – Зенон Клишко
- Кацпер Кушевски – Витолд Брожек
- Роман Ганцарчик – Йежи Турович
- Радослав Пазура – Павел Ковалски
- Марчин Стец – Стефан Войко
- Матеуш Яницки – Милан Хриц
- Кшищоф Пьонтковски – Анджей Манзел
- Адрян Охалик – Йежи Клугер